# Antonio Gandusio
Antonio Gandusio (Rovigno d'Istria, 29 luglio 1872 – Milano, 23 maggio 1951) è stato un attore italiano.

## Biografia

Antonio Gandusio in Mercadet l'affarista

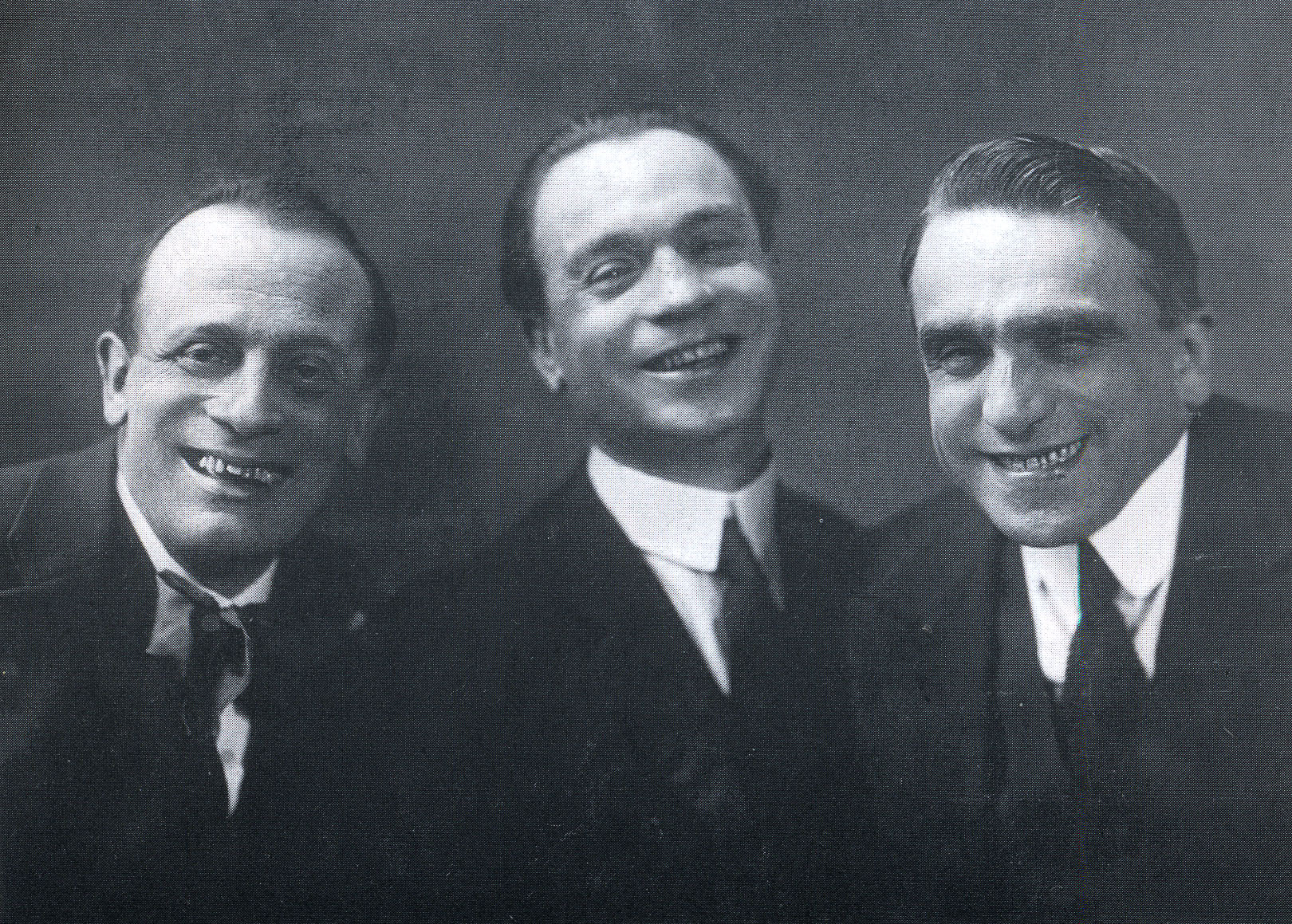
Fregoli, Chiarelli e Gandusio (1930)

Isa Pola e Gandusio (seduto) in Giocattoli di Carlo Veneziani (1938)

Nato in Istria Gandusio fu uno dei più famosi attori brillanti del teatro novecentesco. Si avviò agli studi di Giurisprudenza spinto dal padre, avvocato, e conseguì la laurea studiando prima a Genova e poi a Roma, dove coltivò la sua passione per la recitazione che lo spinse a studiare presso una filodrammatica e, successivamente, a trovare scritture presso alcune delle più rinomate compagnie teatrali dell'epoca.
Nel 1899 ottenne un ingaggio con Alfredo De Sanctis e, successivamente, iniziò lunghe collaborazioni con le compagnie di Irma Gramatica, Flavio Andò, Evelina Paoli, Lyda Borelli, Ugo Piperno, Virgilio Talli, Maria Melato e Annibale Betrone, ottenendo la possibilità di lavorare con attori del calibro di Tina Di Lorenzo, Sergio Tofano e Uberto Palmarini.
Le sue caratteristiche fisiche (voce sgraziata, una lieve gibbosità, viso irregolare) lo resero adatto al ruolo di brillante.
Sulla scia della tradizione di irredentismo della sua famiglia, che aveva storicamente fornito capitani alla Repubblica di Venezia,, nel 1915 venne condannato a morte dal tribunale militare austriaco, perché si rifiutò di arruolarsi nell'esercito dopo lo scoppio della prima guerra mondiale.
Nel 1918 divenne capocomico, portando in scena un repertorio basato principalmente di pochade e farse: tra i vari allestimenti, però, sono da ricordare anche quelli dei drammi di Luigi Pirandello, di cui Gandusio fu sensibile interprete. L'attività capocomicale lo spinse a farsi interprete di parte della nuova drammaturgia italiana rappresentata dall'opera di Luigi Chiarelli e Luigi Pirandello. Nella sua attività di capocomico, ebbe l'opportunità di dirigere attori quali Paolo Stoppa, Nico Pepe e Nando Gazzolo.
Morì poco prima di effettuare alcune registrazioni teleteatrali per la RAI.
Nella sua città natale il teatro cittadino prende il suo nome.

## Filmografia parziale

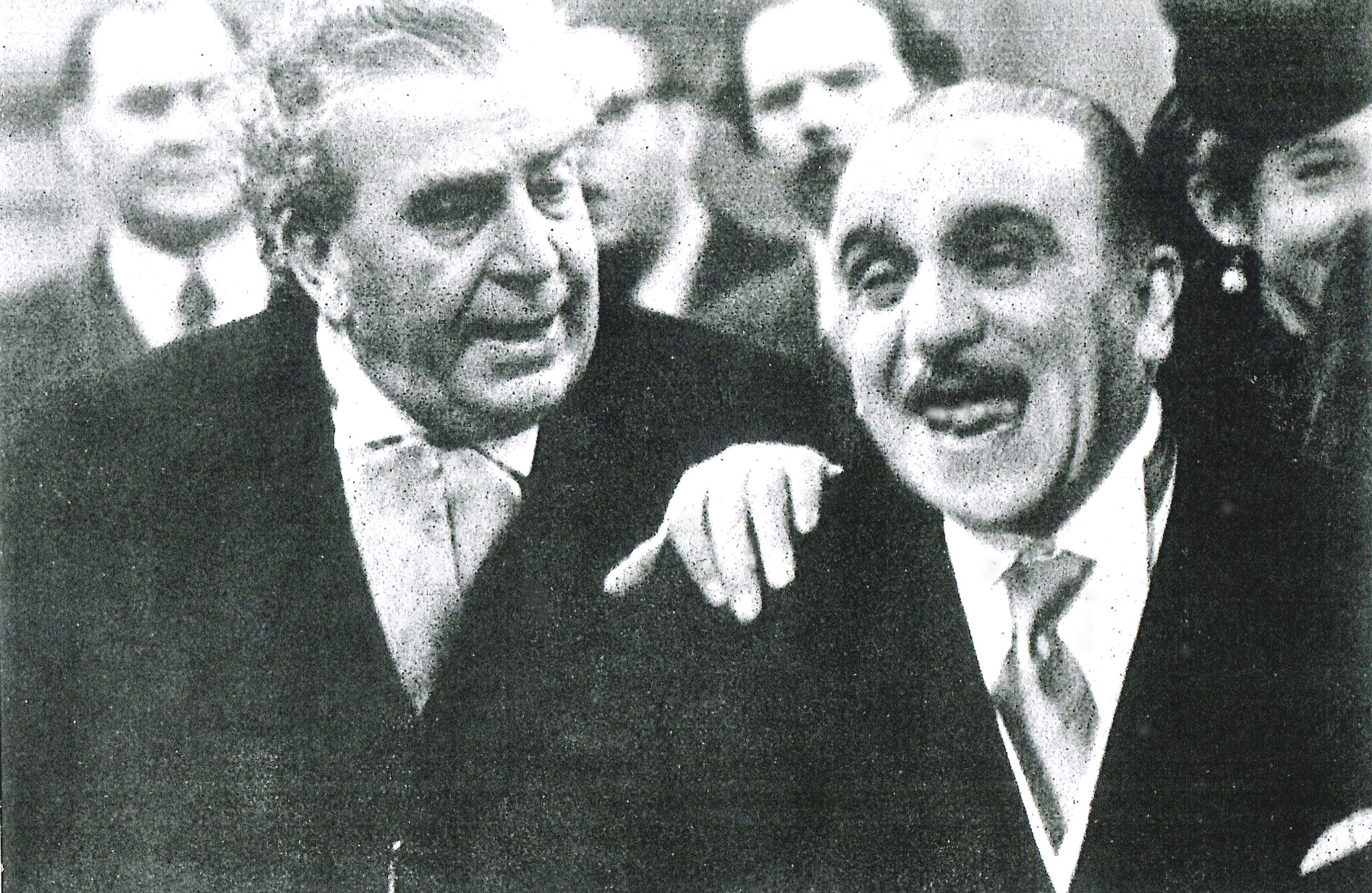
Falconi e Gandusio in Giorno di nozze (1942)

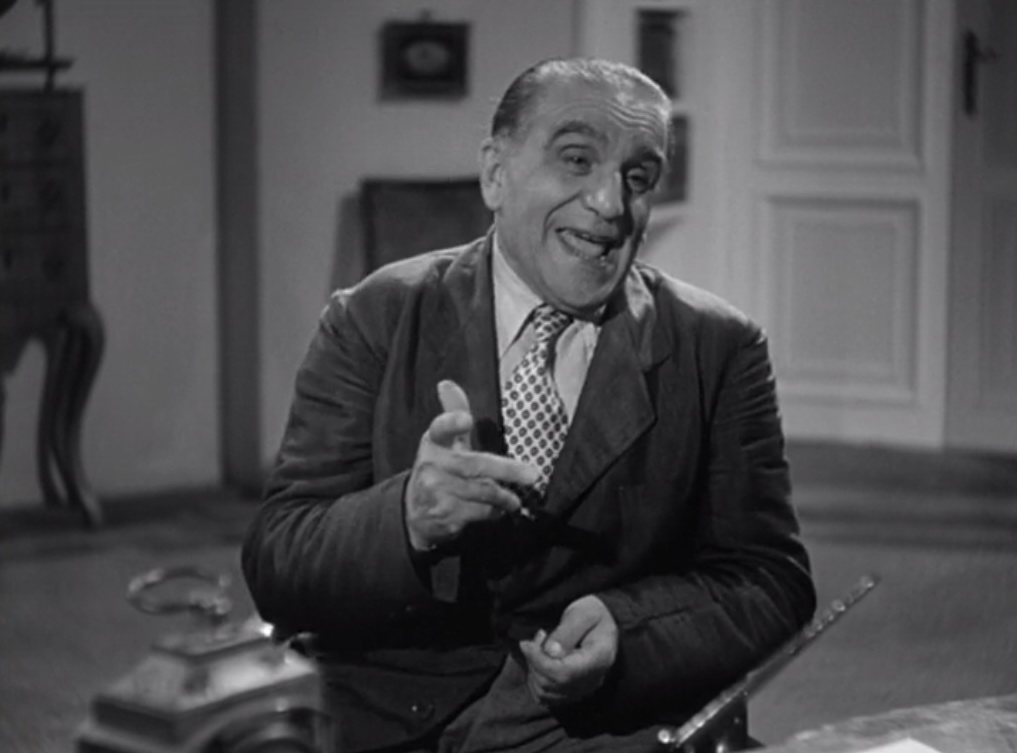
Gandusio ne La vispa Teresa (1943)

- Il romanzo di un giovane povero, regia di Amleto Palermi (1921)
- La signorina dell'autobus, regia di Nunzio Malasomma (1933)
- Milizia territoriale, regia di Mario Bonnard (1935)
- L'antenato, regia di Guido Brignone (1936)
- L'albero di Adamo, regia di Mario Bonnard (1936)
- Lasciate ogni speranza, regia di Gennaro Righelli (1937)
- Per uomini soli, regia di Guido Brignone (1938)
- Cose dell'altro mondo, regia di Nunzio Malasomma (1939)
- L'eredità in corsa, regia di Oreste Biancoli (1939)
- Frenesia, regia di Mario Bonnard (1939)
- Eravamo sette vedove, regia di Mario Mattoli (1939)
- Mille chilometri al minuto!, regia di Mario Mattoli (1939)
- Se non son matti non li vogliamo, regia di Esodo Pratelli (1941)
- Manovre d'amore, regia di Gennaro Righelli (1941)
- Le signorine della villa accanto, regia di Gian Paolo Rosmino (1942)
- Giorno di nozze, regia di Raffaello Matarazzo (1942)
- Stasera niente di nuovo, regia di Mario Mattoli (1942)
- Gente dell'aria, regia di Esodo Pratelli (1942)
- Gioco d'azzardo, regia di Parsifal Bassi (1943)
- La signora in nero, regia di Nunzio Malasomma (1943)
- Il nostro prossimo, regia di Gherardo Gherardi e Giuseppe Aldo Rossi (1943)
- La vispa Teresa, regia di Mario Mattoli (1943)
- Marinai senza stelle, regia di Francesco De Robertis (1943)
- Il viaggio del signor Perrichon, regia di Paolo Moffa (1943)
- Scadenza trenta giorni, regia di Luigi Giacosi (1944)
- Tre ragazze cercano marito, regia di Duilio Coletti (1944)
- Processo alle zitelle, regia di Carlo Borghesio (1944)
- Porte chiuse, regia di Carlo Borghesio e Fernando Cerchio (1945)
- La signora è servita, regia di Nino Giannini (1945)
- Lo sconosciuto di San Marino, regia di Michał Waszyński (1946)
- L'orfanella delle stelle, regia di Giovanni Zannini (1947)
- La sirena del golfo, regia di Ignazio Ferronetti (1948)

## Prosa radiofonica Rai
- Il cappello di paglia di Firenze, di Eugène Labiche, regia di Enzo Ferrieri, trasmessa il 31 gennaio 1946
- L'asino di Buridano, di De Flers e Caillavet, regia di Enzo Ferrieri, trasmessa il 12 maggio 1947
- La carrozza del SS. Sacramento, di Prospero Merimée, regia di Enzo Ferrieri, trasmessa il 9 febbraio 1951
- Il deputato di Bompignac, di Alessandro Brissoni, regia di Eugenio Salussolia trasmessa il 18 marzo 1951

## Opere
- Gandusio: appunti per un libro che non ha scritto, in "Il Dramma", n. 195-196, 1 gennaio 1954, pp. 73–84